# Liste des sites et monuments classés de la wilaya de Djelfa
Cet article présente une liste des sites et monuments classés de la wilaya de Djelfa, en Algérie.

## Liste
| Id     | Identification du bien                                         | Datation        | Commune       | Coordonnées    | Catégorie du classement                     | Mesures et date de protection | Date de publication au Journal Officiel | Illustration    |                       |
| ------ | -------------------------------------------------------------- | --------------- | ------------- | -------------- | ------------------------------------------- | --- | --------------------------------------- | --------------- | --------------------- |
| 17-001 | Dolmens à droite de la route d'Alger (Oued Djelfa) à Laghouat  | Protohistorique | Djelfa        | à géolocaliser | Classé                                      | Classé parmi les sites et monuments historiques en (L.1900), Conformément à l'article 62 de l'ordonnance N° 67-281 du 20/12/1967                                    | N° 07 du 23/01/1968                     | Image manquante | Télécharger une image |
| 17-002 | Dolmens du Moulin de Djelfa                                    | Protohistorique | Djelfa        | à géolocaliser | Classé                                      | Classé parmi les sites et monuments historiques en (L.1900), Conformément à l'article 62 de l'ordonnance N° 67-281 du 20/12/1967                                    | N° 07 du 23/01/1968                     | Image manquante | Télécharger une image |
| 17-003 | Ensemble des stations de gravures rupestres autour de Ain Naga | Préhistorique   | Messaad       | à géolocaliser | Classé                                      | Classé parmi les sites historiques par arrêté du 01/02/1982, après avis favorable de la commission nationale des monuments et sites historiques tenu le 27/12/1978. | N° 18 du 04/05/1982                     | Image manquante | Télécharger une image |
| 17-004 | Site de Zaccar                                                 | Préhistorique   | Zaccar        | à géolocaliser | Classé                                      | Classé parmi les sites historiques par arrêté du 01/02/1982, après avis favorable de la commission nationale des monuments et sites historiques tenu le 27/12/1978. | N° 18 du 04/05/1982                     | Image manquante | Télécharger une image |
| 17-005 | Site Hadjra Sidi Boubaker                                      | Préhistorique   | Aïn El Ibel   | à géolocaliser | Classé                                      | Classé parmi les sites historiques par arrêté du 19/10/1982, après avis favorable de la commission nationale des monuments et sites historiques tenu le 26/12/1979. | N° 48 du 30/11/1982                     | Image manquante | Télécharger une image |
| 17-006 | Site Kheneg El Hillal                                          | Préhistorique   | Aïn El Ibel   | à géolocaliser | Classé                                      | Classé parmi les sites historiques par arrêté du 19/10/1982, après avis favorable de la commission nationale des monuments et sites historiques tenu le 26/12/1979. | N° 48 du 30/11/1982                     | Image manquante | Télécharger une image |
| 17-007 | Ancienne Poste de Djelfa                                       | Contemporaine   | Djelfa        | à géolocaliser | Inscription sur l'inventaire supplémentaire | Inscrit sur l'inventaire supplémentaire Arrêté signé par le wali N° 1370 du 13/07/2009                                                                              | Arrêté non pub au journal officiel      | Image manquante | Télécharger une image |
| 17-008 | Ancienne Gare Ferroviaire                                      | Contemporaine   | Djelfa        | à géolocaliser | Inscription sur l'inventaire supplémentaire | Inscrit sur l'inventaire supplémentaire Arrêté signé par le wali N° 767 du 30 /05/2011                                                                              | Arrêté non pub au journal officiel      | Image manquante | Télécharger une image |
| 17-009 | Dar El Baroud (Djelfa)                                         | Contemporaine   | Djelfa        | à géolocaliser | Inscription sur l'inventaire supplémentaire | Inscrit sur l'inventaire supplémentaire Arrêté signé par le wali N° 767 du 30 /05/2011                                                                              | Arrêté non pub au journal officiel      | Image manquante | Télécharger une image |
| 17-010 | Eglise                                                         | Contemporaine   | Djelfa        | à géolocaliser | Inscription sur l'inventaire supplémentaire | Inscrit sur l'inventaire supplémentaire Arrêté signé par le wali N° 767 du 30 /05/2011                                                                              | Arrêté non pub au journal officiel      | Image manquante | Télécharger une image |
| 17-011 | Houche El Kaïd                                                 | Aucune datation | Messaad       | à géolocaliser | Inscription sur l'inventaire supplémentaire | Inscrit sur l'inventaire supplémentaire Arrêté signé par le wali N° 767 du 30 /05/2011                                                                              | Arrêté non pub au journal officiel      | Image manquante | Télécharger une image |
| 17-012 | Kasr Amoura                                                    | Médiévale       | Amourah       | à géolocaliser | Inscription sur l'inventaire supplémentaire | Inscrit sur l'inventaire supplémentaire Arrêté signé par le wali N° 767 du 30 /05/2011                                                                              | Arrêté non pub au journal officiel      | Image manquante | Télécharger une image |
| 17-013 | Ksar El Hara                                                   | Médiévale       | Aïn El Ibel   | à géolocaliser | Inscription sur l'inventaire supplémentaire | Inscrit sur l'inventaire supplémentaire Arrêté signé par le wali N° 481 du 12/02/2014                                                                               | Arrêté non pub au journal officiel      | Image manquante | Télécharger une image |
| 17-014 | Mausolée Abderrahmane El Naas                                  | Médiévale       | Djelfa        | à géolocaliser | Inscription sur l'inventaire supplémentaire | Inscrit sur l'inventaire supplémentaire Arrêté signé par le wali N° 1370 du 13/07/2009                                                                              | Arrêté non pub au journal officiel      | Image manquante | Télécharger une image |
| 17-015 | Monument Funéraire Dhaya Zakhroufa                             | Aucune datation | Tadmit        | à géolocaliser | Inscription sur l'inventaire supplémentaire | Inscrit sur l'inventaire supplémentaire Arrêté signé par le wali N° 1370 du 13/07/2009                                                                              | Arrêté non pub au journal officiel      | Image manquante | Télécharger une image |
| 17-016 | Monument Funéraire Sidi Ladjel                                 | Aucune datation | Sidi Ladjel   | à géolocaliser | Inscription sur l'inventaire supplémentaire | Inscrit sur l'inventaire supplémentaire Arrêté signé par le wali N° 1370 du 13/07/2009                                                                              | Arrêté non pub au journal officiel      | Image manquante | Télécharger une image |
| 17-017 | Monument Historique (direction des forêts)                     | Aucune datation | Djelfa        | à géolocaliser | Inscription sur l'inventaire supplémentaire | Inscrit sur l'inventaire supplémentaire Arrêté signé par le wali N° 1370 du 13/07/2009                                                                              | Arrêté non pub au journal officiel      | Image manquante | Télécharger une image |
| 17-018 | Monument Historique Sinjass                                    | Aucune datation | Had-Sahary    | à géolocaliser | Inscription sur l'inventaire supplémentaire | Inscrit sur l'inventaire supplémentaire Arrêté signé par le wali N° 1370 du 13/07/2009                                                                              | Arrêté non pub au journal officiel      | Image manquante | Télécharger une image |
| 17-019 | Monument Historique temple Juif                                | Médiévale       | El Idrissia   | à géolocaliser | Inscription sur l'inventaire supplémentaire | Inscrit sur l'inventaire supplémentaire Arrêté signé par le wali N° 1370 du 13/07/2009                                                                              | Arrêté non pub au journal officiel      | Image manquante | Télécharger une image |
| 17-020 | Mosquée Ben Dnidina                                            | Médiévale       | Djelfa        | à géolocaliser | Inscription sur l'inventaire supplémentaire | Inscrit sur l'inventaire supplémentaire Arrêté signé par le wali N° 767 du 30 /05/2011                                                                              | Arrêté non pub au journal officiel      | Image manquante | Télécharger une image |
| 17-021 | Mosquée El Bordj                                               | Médiévale       | Djelfa        | à géolocaliser | Inscription sur l'inventaire supplémentaire | Inscrit sur l'inventaire supplémentaire Arrêté signé par le wali N° 1370 du 13/07/2009                                                                              | Arrêté non pub au journal officiel      | Image manquante | Télécharger une image |
| 17-022 | Oued El H'mida                                                 | Aucune datation | Messaad       | à géolocaliser | Inscription sur l'inventaire supplémentaire | Inscrit sur l'inventaire supplémentaire Arrêté signé par le wali N° 767 du 30 /05/2011                                                                              | Arrêté non pub au journal officiel      | Image manquante | Télécharger une image |
| 17-023 | Prison de Torture Keltatstale                                  | Contemporaine   | Bouira Lahdab | à géolocaliser | Inscription sur l'inventaire supplémentaire | Inscrit sur l'inventaire supplémentaire Arrêté signé par le wali N° 767 du 30 /05/2011                                                                              | Arrêté non pub au journal officiel      | Image manquante | Télécharger une image |
| 17-024 | Prison Roger Garaudy                                           | Contemporaine   | Djelfa        | à géolocaliser | Inscription sur l'inventaire supplémentaire | Inscrit sur l'inventaire supplémentaire Arrêté signé par le wali N° 1370 du 13/07/2009                                                                              | Arrêté non pub au journal officiel      | Image manquante | Télécharger une image |
| 17-025 | Site archéologique fort Romain                                 | Antique         | Messaad       | à géolocaliser | Inscription sur l'inventaire supplémentaire | Inscrit sur l'inventaire supplémentaire Arrêté signé par le wali N° 481 du 12/02/2014                                                                               | Arrêté non pub au journal officiel      | Image manquante | Télécharger une image |
| 17-026 | Source d'Eau Ain Nagua                                         | Aucune datation | Moudjebara    | à géolocaliser | Inscription sur l'inventaire supplémentaire | Inscrit sur l'inventaire supplémentaire Arrêté signé par le wali N° 1370 du 13/07/2009                                                                              | Arrêté non pub au journal officiel      | Image manquante | Télécharger une image |
| 17-027 | Source d'Eau Boumenzou                                         | Aucune datation | Zaafrane      | à géolocaliser | Inscription sur l'inventaire supplémentaire | Inscrit sur l'inventaire supplémentaire Arrêté signé par le wali N° 1370 du 13/07/2009                                                                              | Arrêté non pub au journal officiel      | Image manquante | Télécharger une image |
| 17-028 | Station rupestre Oued Markad                                   | Préhistorique   | Aïn El Ibel   | à géolocaliser | Inscription sur l'inventaire supplémentaire | Inscrit sur l'inventaire supplémentaire Arrêté signé par le wali N° 1370 du 13/07/2009                                                                              | Arrêté non pub au journal officiel      | Image manquante | Télécharger une image |
| 17-029 | Station rupestre Fijat El L'Ban                                | Préhistorique   | Moudjebara    | à géolocaliser | Inscription sur l'inventaire supplémentaire | Inscrit sur l'inventaire supplémentaire Arrêté signé par le wali N° 1370 du 13/07/2009                                                                              | Arrêté non pub au journal officiel      | Image manquante | Télécharger une image |
| 17-030 | Station rupestre Oued Zalij                                    | Préhistorique   | Sed Rahal     | à géolocaliser | Inscription sur l'inventaire supplémentaire | Inscrit sur l'inventaire supplémentaire Arrêté signé par le wali N° 1370 du 13/07/2009                                                                              | Arrêté non pub au journal officiel      | Image manquante | Télécharger une image |
| 17-031 | Station rupestre Safiat El Baroud                              | Préhistorique   | Charaf        | à géolocaliser | Inscription sur l'inventaire supplémentaire | Inscrit sur l'inventaire supplémentaire Arrêté signé par le wali N° 1370 du 13/07/2009                                                                              | Arrêté non pub au journal officiel      | Image manquante | Télécharger une image |
| 17-032 | Station rupestre Argoub El Zamla                               | Préhistorique   | Moudjebara    | à géolocaliser | Inscription sur l'inventaire supplémentaire | Inscrit sur l'inventaire supplémentaire Arrêté signé par le wali N° 1370 du 13/07/2009                                                                              | Arrêté non pub au journal officiel      | Image manquante | Télécharger une image |
| 17-033 | Station rupestre Atf El Rarab                                  | Préhistorique   | Zaccar        | à géolocaliser | Inscription sur l'inventaire supplémentaire | Inscrit sur l'inventaire supplémentaire Arrêté signé par le wali N° 1370 du 13/07/2009                                                                              | Arrêté non pub au journal officiel      | Image manquante | Télécharger une image |
| 17-034 | Station rupestre Boudib                                        | Préhistorique   | Moudjebara    | à géolocaliser | Inscription sur l'inventaire supplémentaire | Inscrit sur l'inventaire supplémentaire Arrêté signé par le wali N° 1370 du 13/07/2009                                                                              | Arrêté non pub au journal officiel      | Image manquante | Télécharger une image |
| 17-035 | Station rupestre Boussekine                                    | Préhistorique   | Moudjebara    | à géolocaliser | Inscription sur l'inventaire supplémentaire | Inscrit sur l'inventaire supplémentaire Arrêté signé par le wali N° 1370 du 13/07/2009                                                                              | Arrêté non pub au journal officiel      | Image manquante | Télécharger une image |
| 17-036 | Station rupestre d'Amora                                       | Préhistorique   | Amourah       | à géolocaliser | Inscription sur l'inventaire supplémentaire | Inscrit sur l'inventaire supplémentaire Arrêté signé par le wali N° 1370 du 13/07/2009                                                                              | Arrêté non pub au journal officiel      | Image manquante | Télécharger une image |
| 17-037 | Station rupestre de Bouira                                     | Préhistorique   | Amourah       | à géolocaliser | Inscription sur l'inventaire supplémentaire | Inscrit sur l'inventaire supplémentaire Arrêté signé par le wali N° 1370 du 13/07/2009                                                                              | Arrêté non pub au journal officiel      | Image manquante | Télécharger une image |
| 17-038 | Station rupestre Dhaya El Hamra                                | Préhistorique   | Moudjebara    | à géolocaliser | Inscription sur l'inventaire supplémentaire | Inscrit sur l'inventaire supplémentaire Arrêté signé par le wali N° 1370 du 13/07/2009                                                                              | Arrêté non pub au journal officiel      | Image manquante | Télécharger une image |
| 17-039 | Station rupestre Dhaya El Stal                                 | Préhistorique   | Moudjebara    | à géolocaliser | Inscription sur l'inventaire supplémentaire | Inscrit sur l'inventaire supplémentaire Arrêté signé par le wali N° 1370 du 13/07/2009                                                                              | Arrêté non pub au journal officiel      | Image manquante | Télécharger une image |
| 17-040 | Station rupestre Dhaya Mouilah                                 | Préhistorique   | Moudjebara    | à géolocaliser | Inscription sur l'inventaire supplémentaire | Inscrit sur l'inventaire supplémentaire Arrêté signé par le wali N° 1370 du 13/07/2009                                                                              | Arrêté non pub au journal officiel      | Image manquante | Télécharger une image |
| 17-041 | Station rupestre Djebel Ben Halouane                           | Préhistorique   | Tadmit        | à géolocaliser | Inscription sur l'inventaire supplémentaire | Inscrit sur l'inventaire supplémentaire Arrêté signé par le wali N° 1370 du 13/07/2009                                                                              | Arrêté non pub au journal officiel      | Image manquante | Télécharger une image |
| 17-042 | Station rupestre El Ghoure                                     | Préhistorique   | Aïn El Ibel   | à géolocaliser | Inscription sur l'inventaire supplémentaire | Inscrit sur l'inventaire supplémentaire Arrêté signé par le wali N° 1370 du 13/07/2009                                                                              | Arrêté non pub au journal officiel      | Image manquante | Télécharger une image |
| 17-043 | Station rupestre El Hyouhi                                     | Préhistorique   | Aïn El Ibel   | à géolocaliser | Inscription sur l'inventaire supplémentaire | Inscrit sur l'inventaire supplémentaire Arrêté signé par le wali N° 1370 du 13/07/2009                                                                              | Arrêté non pub au journal officiel      | Image manquante | Télécharger une image |
| 17-044 | Station rupestre El Marhma                                     | Préhistorique   | Sed Rahal     | à géolocaliser | Inscription sur l'inventaire supplémentaire | Inscrit sur l'inventaire supplémentaire Arrêté signé par le wali N° 1370 du 13/07/2009                                                                              | Arrêté non pub au journal officiel      | Image manquante | Télécharger une image |
| 17-045 | Station rupestre El R'rouba                                    | Préhistorique   | Aïn El Ibel   | à géolocaliser | Inscription sur l'inventaire supplémentaire | Inscrit sur l'inventaire supplémentaire Arrêté signé par le wali N° 1370 du 13/07/2009                                                                              | Arrêté non pub au journal officiel      | Image manquante | Télécharger une image |
| 17-046 | Station rupestre El Ras Lahmar                                 | Préhistorique   | Moudjebara    | à géolocaliser | Inscription sur l'inventaire supplémentaire | Inscrit sur l'inventaire supplémentaire Arrêté signé par le wali N° 1370 du 13/07/2009                                                                              | Arrêté non pub au journal officiel      | Image manquante | Télécharger une image |
| 17-047 | Station rupestre Hadjrat El Makhtouma                          | Préhistorique   | Beni Yagoub   | à géolocaliser | Inscription sur l'inventaire supplémentaire | Inscrit sur l'inventaire supplémentaire Arrêté signé par le wali N° 1370 du 13/07/2009                                                                              | Arrêté non pub au journal officiel      | Image manquante | Télécharger une image |
| 17-048 | Station rupestre Hajret El Ribk                                | Préhistorique   | Moudjebara    | à géolocaliser | Inscription sur l'inventaire supplémentaire | Inscrit sur l'inventaire supplémentaire Arrêté signé par le wali N° 1370 du 13/07/2009                                                                              | Arrêté non pub au journal officiel      | Image manquante | Télécharger une image |
| 17-049 | Station rupestre khenguet Taga                                 | Préhistorique   | Djelfa        | à géolocaliser | Inscription sur l'inventaire supplémentaire | Inscrit sur l'inventaire supplémentaire Arrêté signé par le wali N° 1370 du 13/07/2009                                                                              | Arrêté non pub au journal officiel      | Image manquante | Télécharger une image |
| 17-050 | Station rupestre Krir ( Kef El Guettaya)                       | Préhistorique   | Djelfa        | à géolocaliser | Inscription sur l'inventaire supplémentaire | Inscrit sur l'inventaire supplémentaire Arrêté signé par le wali N° 1370 du 13/07/2009                                                                              | Arrêté non pub au journal officiel      | Image manquante | Télécharger une image |
| 17-051 | Station rupestre Oued Smayan                                   | Préhistorique   | Zaccar        | à géolocaliser | Inscription sur l'inventaire supplémentaire | Inscrit sur l'inventaire supplémentaire Arrêté signé par le wali N° 1370 du 13/07/2009                                                                              | Arrêté non pub au journal officiel      |                 | Télécharger une image |
| 17-052 | Station rupestre Oued Zagig                                    | Préhistorique   | Moudjebara    | à géolocaliser | Inscription sur l'inventaire supplémentaire | Inscrit sur l'inventaire supplémentaire Arrêté signé par le wali N° 1370 du 13/07/2009                                                                              | Arrêté non pub au journal officiel      | Image manquante | Télécharger une image |
| 17-053 | Station rupestre Oum El Rous                                   | Préhistorique   | Moudjebara    | à géolocaliser | Inscription sur l'inventaire supplémentaire | Inscrit sur l'inventaire supplémentaire Arrêté signé par le wali N° 1370 du 13/07/2009                                                                              | Arrêté non pub au journal officiel      | Image manquante | Télécharger une image |
| 17-054 | Station rupestre Safia Bouranane                               | Préhistorique   | Moudjebara    | à géolocaliser | Inscription sur l'inventaire supplémentaire | Inscrit sur l'inventaire supplémentaire Arrêté signé par le wali N° 1370 du 13/07/2009                                                                              | Arrêté non pub au journal officiel      | Image manquante | Télécharger une image |
| 17-055 | Station rupestre Sfil Kmimane                                  | Préhistorique   | Zaccar        | à géolocaliser | Inscription sur l'inventaire supplémentaire | Inscrit sur l'inventaire supplémentaire Arrêté signé par le wali N° 1370 du 13/07/2009                                                                              | Arrêté non pub au journal officiel      | Image manquante | Télécharger une image |
| 17-056 | Station rupestre Sidi Abdalah Ben Ahmed Bantouche              | Préhistorique   | Moudjebara    | à géolocaliser | Inscription sur l'inventaire supplémentaire | Inscrit sur l'inventaire supplémentaire Arrêté signé par le wali N° 1370 du 13/07/2009                                                                              | Arrêté non pub au journal officiel      | Image manquante | Télécharger une image |
| 17-057 | Station rupestre Theniet Boumediounia                          | Préhistorique   | Aïn El Ibel   | à géolocaliser | Inscription sur l'inventaire supplémentaire | Inscrit sur l'inventaire supplémentaire Arrêté signé par le wali N° 1370 du 13/07/2009                                                                              | Arrêté non pub au journal officiel      | Image manquante | Télécharger une image |
| 17-058 | Station rupestre Thniet El Mekem « Tthniet El Mouzeb »         | Préhistorique   | Aïn El Ibel   | à géolocaliser | Inscription sur l'inventaire supplémentaire | Inscrit sur l'inventaire supplémentaire Arrêté signé par le wali N° 1370 du 13/07/2009                                                                              | Arrêté non pub au journal officiel      | Image manquante | Télécharger une image |
| 17-059 | Station rupestre Tramja                                        | Préhistorique   | Moudjebara    | à géolocaliser | Inscription sur l'inventaire supplémentaire | Inscrit sur l'inventaire supplémentaire Arrêté signé par le wali N° 1370 du 13/07/2009                                                                              | Arrêté non pub au journal officiel      | Image manquante | Télécharger une image |
| 17-060 | Ville de Serdoune                                              | Aucune datation | El Idrissia   | à géolocaliser | Inscription sur l'inventaire supplémentaire | Inscrit sur l'inventaire supplémentaire Arrêté signé par le wali N° 767 du 30 /05/2011                                                                              | Arrêté non pub au journal officiel      | Image manquante | Télécharger une image |
| 17-061 | Zaoui d'Ain Aklale                                             | Médiévale       | Bouira Lahdab | à géolocaliser | Inscription sur l'inventaire supplémentaire | Inscrit sur l'inventaire supplémentaire Arrêté signé par le wali N° 767 du 30 /05/2011                                                                              | Arrêté non pub au journal officiel      | Image manquante | Télécharger une image |